# Lago Granby
El lago Granby (del inglés: Lake Granby) es el segundo cuerpo de agua más grande en el estado de Colorado (EE. UU.). Fue creado como parte del proyecto Colorado-Big Thompson y forma un cuerpo continuo de agua con el embalse Shadow Mountain y el lago Grand. El lago Granby ntiene aproximadamente 40 millas de costa. El lago es popular entre los pescadores y está continuamente lleno de truchas y salmón Kokanee. La profundidad máxima es de 67 m.